# 深尾精一
深尾 精一（ふかお せいいち、1949年 - ）は、日本の建築家・建築学者。首都大学東京名誉教授。専門は建築計画、建築構法。

## 来歴
東京都杉並区出身。
1967年、東京都立日比谷高等学校卒業。
1971年、東京大学工学部建築学科卒業（内田祥哉研究室に在籍）。
1976年、東京大学大学院工学系研究科建築学専攻博士課程修了。
1976年、早川正夫建築設計事務所所員。
1977年、東京都立大学工学部建築学科助教授就任（1995年に教授となる）。
2001年、日本建築学会賞（論文）受賞。
2005年、首都大学東京都市環境学部教授、学部長補佐。
国土交通省社会資本整備審議会建築分科会建築環境部会長、東洋ゴム工業のデータ改ざん問題に関する国土交通省の有識者委員会委員長を務めた。

## 主な作品
- 武蔵大学科学情報センター（協働作品、日本建築学会作品選集、1989）[1]
- 実験集合住宅NEXT21（協働作品、日本建築学会作品選奨受賞、1996）[1]
- 繁柱の家（日本建築学会作品選奨受賞、1999）[1]

## 主な著書
- 『建築構法』（共著、市ヶ谷出版社）
- 『住まいの構造・構法』（放送大学教育振興会）
- フランシス・D・K・チン『建築ヴィジュアル辞典』（共訳、彰国社）
- 『建築を広く、時には深く 深尾精一先生退職記念論集』
- 『旅する煉瓦』（鹿島出版会）